# Marko Semren
Mons. Marko Semren OFM (* 9. dubna 1954 Bila) je bosenský duchovní a pomocný biskup diecéze Banja Luka, člen františkánského řádu.

## Život
Narodil se 9. dubna 1954 v Bile která se nachází v Bosne a Hercegovině, Joze Semrenu a Mare Barać. Základní školu navštěvoval v rodném městě a Guberu, Livnuu. Po ukončení základního vzděláni vstoupil do františkánského gymnázia Visokom který ukončil roku 1973. Filosofii a teologii studoval na františkánské teologické škole v Sarajevu (1975–1981). Dále studoval na Papežské univerzitě Antonianum kde 19. dubna 1985 získal magisterský titul a 5. listopadu 1986 doktorský titul. 15. srpna 1973 vstoupil k františkánům do noviciátu a ukončil ho 10. července 1974. Slavné sliby položil 13. dubna 1980 a dne 14. prosince téhož roku byl vysvěcen na jáhna. Kněžské svěcení přijal 29. června 1981 z rukou Mons. Marka Jozinovića arcibiskupa Vrhbosny.
Působil v mnohých funkcích např. jako profesor na františkánské teologické škole v Nedzarici.
Dne 15. července 2010 ho papež Benedikt XVI. jmenoval pomocným biskupem diecéze Banja Luka a titulárním biskupem abaradirským. Na biskupa byl vysvěcen 18. září téhož roku Franjem Komaricou (biskupem diecéze Banja Luka), spolusvětiteli byli Vinko Puljić a Alessandro D’Errico.